# Kathedrale von Guadalajara

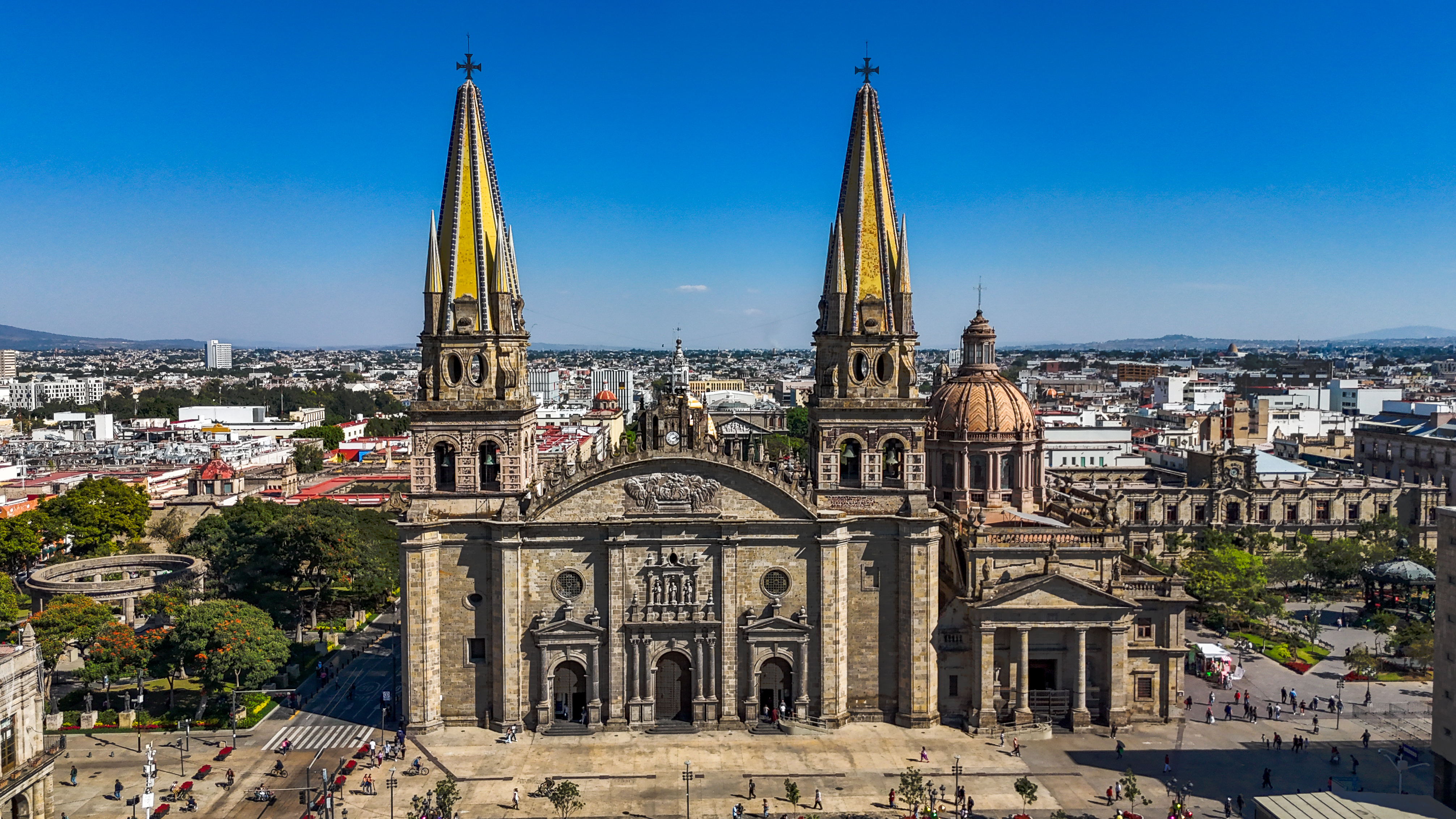
Kathedrale von Guadalajara und Sagrario

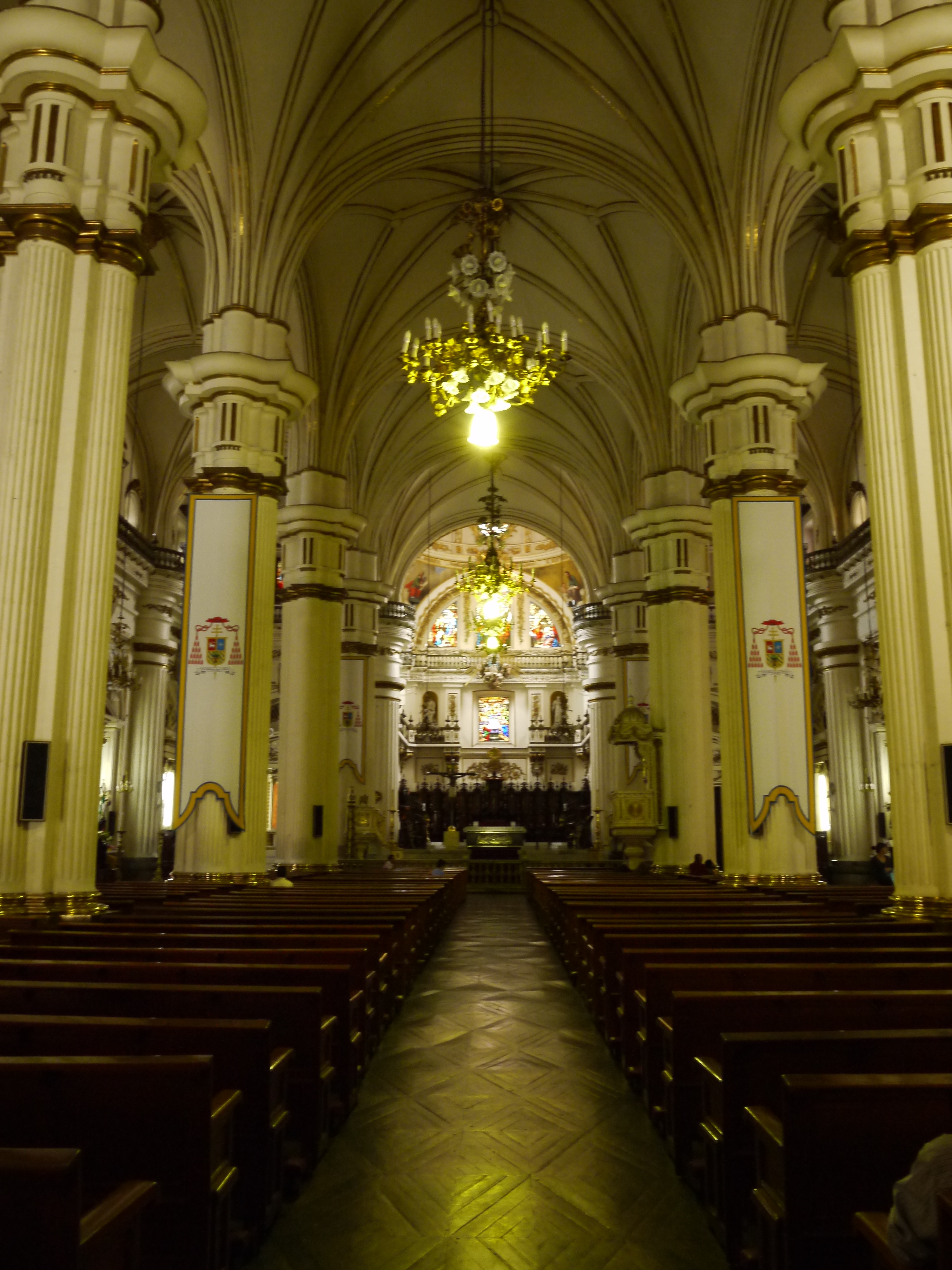
Langhaus und Chor der Kathedrale

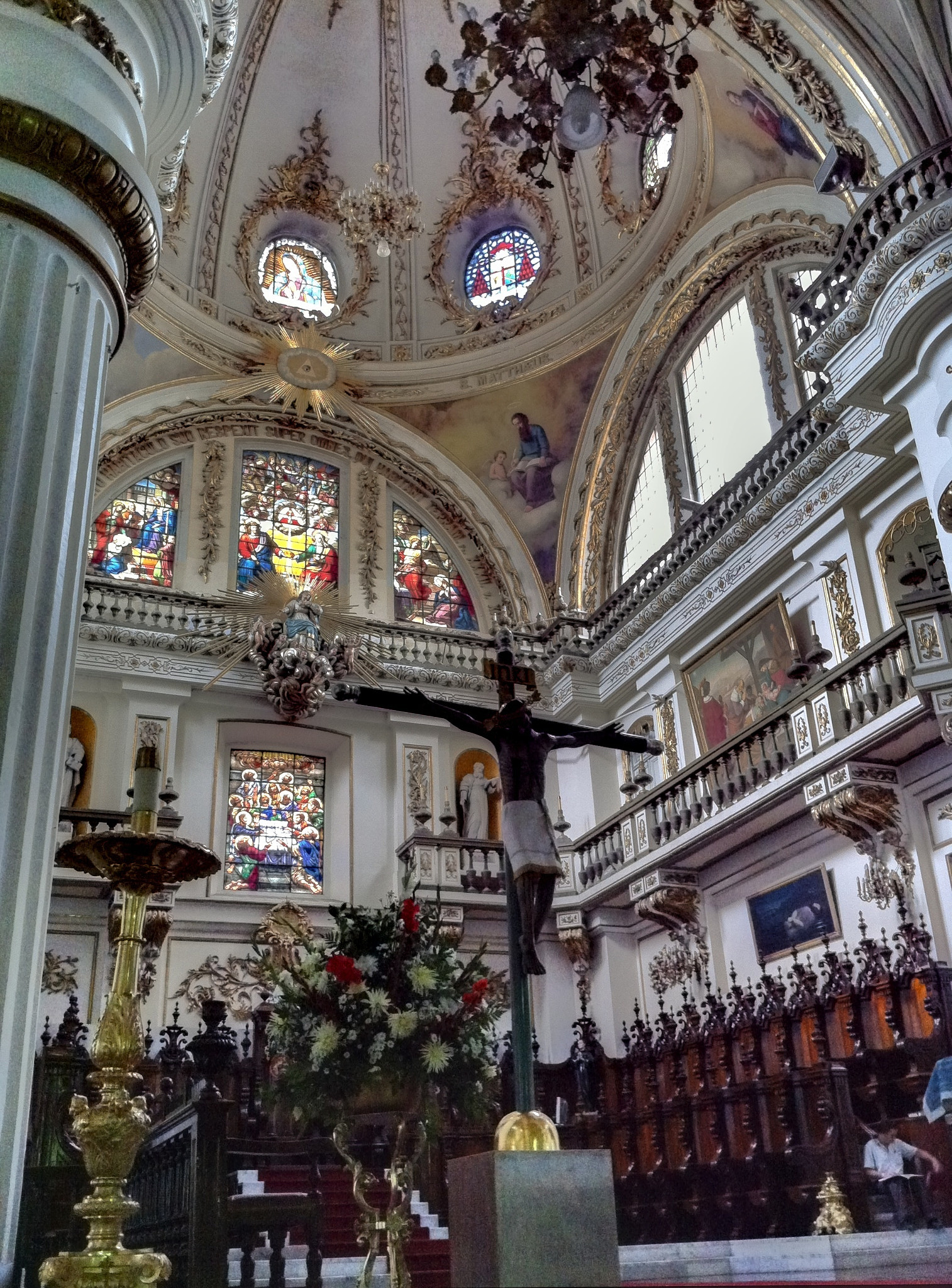
neobarocker Chor mit Kuppel

Die Kathedrale von Guadalajara oder Kathedrale Mariä Himmelfahrt (spanisch Catedral de Guadalajara oder Catedral de la Asunción de María Santísima) ist eine römisch-katholische Kirche in der ca. 1,5 Millionen Einwohner zählenden Großstadt Guadalajara, der Hauptstadt des mexikanischen Bundesstaates Jalisco. Die Kathedrale des Erzbistums  Guadalajara erhielt im Jahr 1938 von Papst Pius XII. als vierte Kirche Mexikos den Titel einer Basilica minor verliehen.

## Geschichte
Eine erste Kirche wurde im Jahr 1541 als einfacher Lehmbau mit einem Strohdach gebaut; mit der Schaffung des Bistums im Jahr 1548 wurde sie zur Kathedrale erhoben. Am 30. Mai 1574 wurde die Kirche durch einen Brand schwer beschädigt. Bereits im Jahr 1561 hatte König Philipp II. einen Neubau in Auftrag gegeben, für den Bischof Pedro de Ayala im gleichen Jahr den Grundstein legte und der vom Baumeister Martín Casillas begleitet wurde. Aufgrund knapper Kassen schritt der Bau nur langsam voran; die neue Kathedrale wurde im Februar 1618 fertiggestellt. Im April desselben Jahres wurde das Allerheiligste von der ehemaligen Kirche in die neue Kirche verlegt. Sie wurde jedoch erst am 12. Oktober 1716 mit dem Patrozinium Mariä Aufnahme in den Himmel geweiht. Sie ist im spanischen Renaissancestil erbaut, die neugotischen Türme wurden später ergänzt.
Im Jahr 1749 wurde durch ein Erdbeben die Fassade der Bischofskirche schwer beschädigt. Auch 1818 erschütterte ein Erdbeben die Stadt und ließ die Türme und die Kuppel über dem Chor einstürzen. Diese wurden ersetzt, aber bereits im Jahr 1849 durch ein weiteres Erdbeben erneut zerstört. Die neuen Türme wurden vom Architekten Manuel Gómez Ibarra im neugotischen Stil entworfen. Der Bau dauerte drei Jahre und wurde 1854 fertiggestellt.
Die Kathedrale wurde in der Folge immer wieder Opfer durch die häufigen Erdbeben in dieser Region: Sie wurde in den Jahren 1932, 1957, 1979, 1985, 1995 und 2003 beschädigt und schwebt weiterhin in Gefahr. Zu den aktuellen Bedrohungen gehören eine leichte Neigung des Nordturms und strukturelle Schäden an der Kuppel.

## Architektur
Die im Renaissancestil erbaute Kathedrale hat eine Grundfläche von ca. 78 × 73 m; die Höhe der Turm-Spitzhelme beträgt ca. 65 m. Die neugotischen Türme wurden im 19. Jahrhundert ergänzt. Der Mittelteil der Fassade ist dreiportalig; er schließt oben mit einem Halbrundgiebel ab, der von kleinen vasenähnlichen Türmchen bekrönt wird.
Das Innere der Kathedrale ist dreischiffig, wobei alle Schiffe gleich hoch sind („Hallenkirche“); als Stützen fungieren Pfeiler mit kannelierten Halbsäulenvorlagen, die riesige Kapitell- und Kämpferzonen tragen, über denen sich Gewölberippen entwickeln, die in Sterngewölben enden. Einziger Bauteil mit barocken Formen ist der von einer – im unteren Teil mit Fenstern versehenen – Kuppel mit Laterne überhöhte Chor.
Ungewöhnlich für kolonialzeitliche Kirchen – und wohl nur durch die frühe Bauzeit der ersten Kirche zu erklären – ist das Vorhandensein zweier Krypten, in denen sich Bischofsgräber befinden. 

## Ausstattung
Die Kathedrale ist mit einer Vielzahl von Altären ausgestattet, die unter anderem Mariä Himmelfahrt, der Jungfrau von Guadalupe, der Schmerzhaften Muttergottes und der „Madonna von Zapopan“, der Schutzheiligen von Guadalajara, gewidmet sind; weiterhin gibt es Altäre für die Heiligen Dominikus, Nikolaus von Myra, Thomas von Aquin, Christophorus und dem Johannes von Gott. Der Altar besteht aus Marmor und Silber. Die Buntverglasung wurde aus Deutschland importiert. Die Orgel über dem Eingang entspricht dem französischen Stil des späten 19. Jahrhunderts und ist eine der größten in Mexiko.
Die Kathedrale beherbergt Reliquien von Papst Innozenz I. sowie die Gräber von drei Kardinälen und mehreren anderen ehemaligen Bischöfen der Diözese und Pater Juan Jesús Posadas Ocampo, der 1993 am internationalen Flughafen Guadalajara ermordet wurde.

## Sagrario
Unmittelbar rechts an die Kathedrale anschließend erhebt sich der im Jahr 1808 begonnene Kuppelbau des Sagrario („Sakramentshaus“), der ehemals zur Aufnahme des Tabernakels und der Hostien außerhalb der Gottesdienste diente, heute jedoch als eigenständige Pfarrkirche fungiert.